# 西沢正太郎 (作家)
西沢 正太郎（にしざわ しょうたろう、1923年1月5日 - 2019年7月10日）は、日本の児童文学作家。

## 来歴・人物
埼玉県狭山市生まれ。1940年、学校組合立豊岡実業学校卒業後、中央大学専門部法科第二部に進学し卒業。小学校教諭のかたわら福田清人・石森延男・浜田廣介に師事して児童文学を書く。
1961年、『プリズム村誕生』で講談社児童文学作品受賞。1966年、『青いスクラム』で小学館文学賞受賞。自身の作品執筆のほか、教員が推薦する本の紹介文なども手掛けた。
小学校では校長まで務め、退職後は作家活動に専念。1989年から1993年まで日本児童文芸家協会理事長も務めた。理事長退任後、同協会顧問。
同じ児童文学作家の香川茂とは長年の友人だった。

## 著書
- 『プリズム村誕生』（講談社） 1961
- 『青いスクラム』（東都書房） 1965
- 『クリスタルの花』（牧書店、新少年少女教養文庫） 1969
- 『野っぱらクラス』（盛光社） 1969
- 『わたしたちの社会科・自然と人間のたたかい 世界編 10 航空・宇宙』（盛光社） 1969
- 『みんなのためにつくした話』（国際情報社、みんなが知ってる世界のおとぎ話 17） 1969
- 『ヤッポのさけび』（毎日新聞社） 1970
- 『神話伝説の森』（千代田書房、子どものための文化財ものがたり） 1970
- 『夜なんかきえろ』（新日本出版社） 1971
- 『山鳴りのアルプ』（ポプラ社） 1971
- 『やっぱりおかしい』（旺文社） 1974
- 『算数はかせ号のまほう』（理論社） 1975
- 『ぎんぎんそらの子 たんぽぽのパラシュート』（小学館） 1978
- 『ぼくたちのうちゅうせん』（太平出版社） 1979
- 『天にかわりて』（PHP研究所） 1979
- 『グーの花パーの花』（太平出版社） 1980
- 『壷井栄』（清水書院、Century books） 1980
- 『豊臣秀吉』（ぎょうせい、世界の伝記 28） 1981
- 『エジソン』（小学館、世界の伝記 第4巻） 1982
- 『空いろのレンズ』（講談社） 1982
- 『こびと町チョコレートどおり』（太平出版社） 1983
- 『はずむ四年の四季』（学校図書） 1983
- 『子がくしの山』（佑学社） 1983
- 『五竜に立つにじ』（小学館） 1983
- 『最高峰への登頂』（ぎょうせい、世界ノンフィクション全集 22） 1984
- 『アルプスだってへっちゃらさ』（あすなろ書房） 1984
- 『その壁をこえろ』（理論社） 1984
- 『パパはしょくぶつはかせ』（秋書房） 1990
- 『「ひろすけ童話」に聴く』（宮本企画） 1991
- 『探検冒険大発見!』（中央出版、地球っ子ブックス)　1992
- 『瀧廉太郎 日本の心を世界の歌に』（音楽之友社） 1992
- 『ひろすけ童話ひとすじに 日本のアンデルセン浜田広介の生涯』（PHP研究所） 1994
- 『雨のち晴れの蝶の道』（文渓堂） 1995
- 『「二十四の瞳」をつくった壺井栄 壺井栄人と作品』（ゆまに書房） 1998
- 『足軽人生のすすめ 自然にとけこんで』（KTC中央出版） 2003

## 翻訳・再話
- 『おおかみおうロボー』（シートン、世界出版社） 1967
- 『今昔物語』（源隆国）
- 伝記『滝廉太郎』

など

## 参考
- 日本人名大辞典